# 5329 Decaro
5329 Decaro è un asteroide della fascia principale. Scoperto nel 1989, presenta un'orbita caratterizzata da un semiasse maggiore pari a 2,6078133 UA e da un'eccentricità di 0,2680268, inclinata di 13,43096° rispetto all'eclittica.
Il suo nome deriva dal professor Mario De Caro, filosofo italiano.